# Meiren xinji
Meiren xinji (美人心計T, 美人心计S, Měirén xīnjìP; titolo internazionale Schemes of a Beauty, conosciuta anche come Beauty's Rival in Palace) è una serie televisiva cinese, basata sul racconto Weiyang chenfu (未央沉浮S) di Xiao Qiying e andata in onda su Shanghai TV Drama dall'11 marzo all'11 giugno 2010, diventando una delle serie di maggior successo del 2010, con più di 19 milioni di spettatori.
Ambientata a Chang'an, Cina, agli inizi della dinastia Han occidentale, la serie è una drammatizzazione della storia dell'imperatrice Dou Yifang e di come i suoi sforzi e successi nella corte imperiale influenzarono positivamente il regno del marito, l'imperatore Wen, aprendo la strada a un periodo andato dal 180 al 141 a.C. che si distinse per la benevolenza e la parsimonia dell'imperatore.

## Trama
I destini delle giovani Du Yunxi e Nie Shen'er si incrociano quando l'imperatrice Lü Zhi, per coprire un maldestro tentativo di assassinare il giovane principe Liu Heng, accusa dell'accaduto la madre di Yunxi, cameriera della consorte Bo, della quale l'imperatrice è molto gelosa, ordinando l'uccisione di tutta la famiglia. Nonostante la consorte Bo tenti di dare una mano alla cameriera, la donna viene uccisa dalle guardie insieme al padre di Shen'er, che aveva cercato di aiutarla. Solo Yunxi e Shen'er sopravvivono e crescono come sorelle, finché lo zio di Yunxi non decide di abbandonare l'altra ragazza su suggerimento della moglie. Shen'er finisce in un bordello e impara le arti delle cortigiane, mentre Yunxi diventa dama di compagnia a palazzo, dove le due si incontrano nuovamente. Grazie alla sua intelligenza e al comportamento attento, Yunxi conquista la fiducia del nuovo imperatore Liu Ying, ma anche la gelosia di Shen'er. Anche l'imperatrice Lü Zhi, ora vedova, apprezza Yunxi e la costringe a cambiare nome in Dou Yifang e diventare una sua spia a Dai per sorvegliare Liu Heng e la consorte Bo. Al suo arrivo a Dai, Yifang scopre che Liu Heng è frivolo e dissoluto, ma che in realtà tiene al suo popolo, e decide quindi di aiutarlo mandando informazioni false all'imperatrice vedova. Yifang e Liu Heng si innamorano, ma la consorte Bo gli fa sposare Zhou Zirang, sorella minore del generale Zhou Yafu, perché disprezza Yifang per la sua intelligenza. Quest'ultima è intanto oggetto di numerosi intrighi elaborati dalle altre dame perché è riuscita a conquistare il cuore di Liu Heng.

## Personaggi
- Du Yunxi/Dou Yifang, interpretata da Ruby Lin e Lin Miaoke (da giovane)
- Liu Heng/Imperatore Wen, interpretato da Sammul Chan
- Mo Xueyuan, interpretato da Yang Mi
- Nie Shen'er/Nie Ao/Imperatrice Wang Zhi/Concubina Qi, interpretata da Wang Likun e Jiang Yiyi (da giovane)
- Zhou Yafu, interpretato da Mickey He
- Lü Yu, interpretata da Myolie Wu
- Imperatrice Lü Zhi, interpretata da Dai Chunrong
- Consorte Bo, interpretata da Bai Shan
- Liu Zhang, interpretato da Feng Shaofeng
- Liu Ying/Dou Changjun, interpretato da Luo Jin e Mu Qing (da giovane)
- Liu Qi, interpretato da Gao Hao e Ma Ruihao (da giovane)
- Bo Qiaohui, interpretata da Gao Yang
- Dama Li, interpretata da Deng Sha
- Shen Bijun, interpretata da Zhang Tong
- Zhang Yan, interpretata da Su Qing e Dong Hui (da giovane)
- Lü Lu, interpretato da Du Junze
- Qingning, interpretata da Sun Feifei
- Zisu, interpretata da Qu Yue
- Li Meiren, interpretata da Tammy Chen
- Liu Shaokang, interpretato da Yan Kuan
- Nie Feng, interpretato da Huang Haibing
- Jin Wangsun, interpretato da Frankie Lam
- Xiang Moyu, interpretata da Miao Luoyi
- Zhou Ziran, interpretata da Zhou Muyin
- Yu Jinse, interpretata da Tian Zitian
- Imperatrice Chen Jiao, interpretata da Gong Mi e Li Xingchen (da giovane)
- Imperatrice Wei Zifu, interpretata da Zhang Meng
- Liu Wu, interpretato da Zhang Xiaochen
- Moli, interpretata da Li Sha
- Principessa Luyuan, interpretata da Lü Jiarong
- Principessa Guantao, interpretata da Qi Wei e Zhang Xueying (da giovane)
- Wang Yuan, interpretato da Deng Xibin
- Tian Daye, interpretato da Marco Li
- Tian Guochun, interpretato da Ge Ziming
- Ma Lu, interpretato da Duan Junhao
- Jin Zhi, interpretata da Li Qinqin
- Principessa Pingyang, interpretata da Chen Shidan
- Liu Che, interpretato da Mao Zijun
- Tian Xianglian, interpretata da Ruby Lin

## Colonna sonora
1. Falling Flower (落花) – Ruby Lin
2. 椒房殿 – Mickey He
3. Schemes of a Beauty (美人心計) – Sammul Chan, Myolie Wu

## Riconoscimenti
| Anno | Premio                             | Categoria                                 | Ricevente                  | Risultato       |
| ---- | ---------------------------------- | ----------------------------------------- | -------------------------- | --------------- |
| 2010 | Seoul International Drama Awards   | Attrice più popolare                      | Ruby Lin                   | Vincitore/trice |
| 2010 | Seoul International Drama Awards   | Attore più popolare                       | Sammul Chan                | Candidato/a     |
| 2011 | YOUKU Entertainment Awards         | Miglior drama dell'anno                   |                            | Vincitore/trice |
| 2011 | YOUKU Entertainment Awards         | Attrice drammatica più popolare (TV)      | Ruby Lin                   | Vincitore/trice |
| 2011 | YOUKU Entertainment Awards         | Miglior attrice (Taiwan e Hong Kong)      | Ruby Lin                   | Vincitore/trice |
| 2011 | QQ Annual Entertainment Star Award | Attrice più popolare (TV)                 | Ruby Lin                   | Vincitore/trice |
| 2011 | TV Drama Awards Made in China      | Migliori dieci drama dell'anno            |                            | Vincitore/trice |
| 2011 | TV Drama Awards Made in China      | Attrice più popolare (Taiwan e Hong Kong) | Ruby Lin                   | Vincitore/trice |
| 2011 | DAN Movie Awards                   | Drama preferito (Cina)                    |                            | Vincitore/trice |
| 2011 | DAN Movie Awards                   | Attrice preferita (Taiwan e Singapore)    | Ruby Lin                   | Vincitore/trice |
| 2011 | DAN Movie Awards                   | Attore preferito (Hong Kong)              | Sammul Chan                | Vincitore/trice |
| 2011 | DAN Movie Awards                   | Coppia preferita                          | Ruby Lin e Sammul Chan     | Vincitore/trice |
| 2011 | DAN Movie Awards                   | Colonna sonora preferita                  | Falling Flower di Ruby Lin | Candidato/a     |
| 2011 | DAN Movie Awards                   | Miglior personaggio (Cina)                | Dou Yifang (Ruby Lin)      | Candidato/a     |
| 2012 | China Hua Ding TV&Film Awards      | Miglior attrice                           | Ruby Lin                   | Candidato/a     |

## Distribuzioni internazionali
| Paese          | Canale                    | Prima TV                 | Titolo adottato                                                                                  |
| -------------- | ------------------------- | ------------------------ | ------------------------------------------------------------------------------------------------ |
| Cina           | Shangai TV Drama          | 11 marzo-11 giugno 2010  | 美人心计 (Complotti di una bellezza)                                                             |
| Malaysia       | TV2                       | 27 marzo 2010            | Beauty's Rival in the Palace                                                                     |
| Taiwan         | CTV                       | 11 maggio-14 giugno 2010 | 美人心計 (Complotti di una bellezza)                                                             |
| Corea del Sud  | ZHTV                      | 2 agosto 2010            | 미인심계                                                                                         |
| Hong Kong      | TVB Jade                  | 18 aprile-10 giugno 2011 | 美人心計 (Complotti di una bellezza)                                                             |
| Vietnam        | VTV3                      | 5 aprile 2012            | Mỹ nhân tâm kế                                                                                   |
| Giappone       | Tokyo Broadcasting System | 1 luglio 2013            | 美人心計 〜一人の妃と二人の皇帝〜 (Complotti di una bellezza - Una principessa e due imperatori) |
| India          | Vision 2 Drama            | 4 luglio 2014            | Beauty's Rival in Palace                                                                         |
| Filippine      | TeleAsia                  |                          | Beauty's Rival in Palace                                                                         |
| Singapore      | VV Drama                  | 6 aprile-8 giugno 2016   | 美人心計 (Complotti di una bellezza)                                                             |
| Mondo arabo    |                           |                          | كيد النساء                                                                                       |
| America Latina |                           |                          | Belleza y Rivalidad en el Palacio                                                                |